# La Révolte des barbares
Pour plus de détails, voir Fiche technique et Distribution.
La Révolte des barbares (La rivolta dei barbari) est un film italien réalisé par Guido Malatesta, sorti en 1964.

## Synopsis
Un consul romain, Darius, enquête en Gaule sur le vol de l'argent destiné à la paie des légionnaires. Il découvre bientôt qu'il a été volé par des Barbares recrutés par le gouverneur de la Gaule, un personnage corrompu.

## Fiche technique
- Titre français : La Révolte des barbares[1]
- Titre original : La rivolta dei barbari
- Réalisation : Guido Malatesta
- Scénario : Guido Malatesta
- Scénographie : Oskar D'Amico (en)
- Directeur de la photographie : Luciano Trasatti
- Montage : Enzo Alfonsi
- Effets spéciaux : Agostino Possanza
- Costumes : Gaia Romanini
- Musique : Carlo Franci (it)
- Producteur : Pier Luigi Torri pour Protor Film S.r.l.
- Sociétés de distribution : Bellotti Film, Sinister Cinema (vidéo), Something Weird Video (en) (vidéo)
- Pays d'origine :  Italie
- Année : 1964
- Langue : italien
- Genre : aventure, drame
- Format : couleur (Eastmancolor) – 2,35:1 – 35 mm – Son mono
- Métrage : 2 216 m
- Durée : 80 minutes
- Date de sortie :
  - Italie : 18 décembre 1964
  - France : 25 novembre 1970[1]

## Distribution
- Roland Carey : Darius[2]
- Maria Grazia Spina : Lydia[3],[4]
- Mario Feliciani
- Gabriele Antonini : Domitius
- Andrea Aureli
- Susan Sullivan
- Gaetano Scala
- Franco Beltramme
- Gilberto Galimberti (de)

## Commentaires
« Produit tardif de la vague des péplums des années 1960, bricolé dans les studios Bruno Ceria à Trieste et à peine distribué. ».